# Rock Marí
Rock Marí es una película de aventuras mexicana de 2010 dirigida por Chava Cartas   y protagonizada por Mariane Güereña.

## Sinopsis
María Cortina (Rock Marí) es una niña de 11 años que, después de sufrir la muerte de su mamá, su única fuerza en la vida (su maestra de música), se ve obligada a convertirse en una valiente mujer.
Al morir su madre María tiene que quedarse con su tía, pero la familia dejará de apoyarla en su más grande sueño, ser cantante de Rock.
Al ver que el único que lo apoyaba era su amigo "Baqueta", decidieron escapar juntos, para encontrar al abuelo de María, quien es un músico y maestro muy conocido.
En el viaje se encuentran con un grupo de músicos, que les dan una invitación al concurso de Rock del Año. Al ver que su abuelo tampoco quiere ayudarla en su sueño de ser estrella de rock, María decide escapar a Real de Catorce, donde vive una de las mejores amigas de su mamá. María se lo cuenta todo y ella promete ayudarla a llegar al concurso. Así, con solo un banjo y un viejo jeep recorrerán muchos kilómetros. ¿Conseguirán llegar al concurso? Y si llegan, ¿ganarán? La película entera es patrocinada por ADO y Telcel

## Reparto
- Mariane Güereña como María Cortina / Rock Marí.
- Damian Núñez como Alejandro / Baqueta.
- Dolores Heredia como Isabel.
- Arcelia Ramírez como Elea.
- Lumi Cavazos como Raquel.
- Mario Casillas como Maestro Cortina.
- Daniel Martínez como Mario.
- Vanessa Ciangherotti como Lucero.
- Rafael Amaya como Pablo.
- Alejandra Adame como Maestra Mate.
- Martín Cuburu como Maestro Fausto Velázquez.
- Isabel Gallástegui como Sofi.
- Sofía Gil como Roxana.
- Natalia Mueller como Pelusi.
- Cecilia Romo como Edna.

## Banda sonora
El disco fue lanzado como Rock Mari dale play a tu vida conteniendo 10 canciones.

### Rock Marí, dale play a tu vida (2010)
| #   | Título                       |
| --- | ---------------------------- |
| 1.  | "Rock Marí"                  |
| 2.  | "Cosas Simples"              |
| 3.  | "Yo soy Rock Marí"           |
| 4.  | "Amo la Música"              |
| 5.  | "Para Vivir hay que rockear" |
| 6.  | "El Viaje"                   |
| 7.  | "Al Ritmo de batería"        |
| 8.  | "Con mi amigo Baqueta"       |
| 9.  | "Aunque ya no estés aquí"    |
| 10. | "Quiero ser yo"              |

### Otras canciones
| #  | Título                 | Artista                           |
| -- | ---------------------- | --------------------------------- |
| 1. | "Walking On Sunshine"  | Mariane Güereña y Arcélia Ramírez |
| 2. | "Wherever You Will Go" | The Calling                       |
| 3. | "Already Home"         | Ha*Ash                            |
| 4. | "Hold Me"              | Dead Girl's Requiem               |